# لیزا ماری وارون
لیزا ماری وارون (انگلیسی: Lisa Marie Varon؛ زادهٔ ۱۰ فوریهٔ ۱۹۷۱) کشتی‌گیر کشتی حرفه‌ای، مدل (شخص)، بازیگر، و بازیگر تلویزیون اهل ایالات متحده آمریکا است.